# Gianni Rodari
Gianni Rodari (23 oktober 1920 - 14 april 1980) was een Italiaanse schrijver en journalist, vooral bekend om zijn kinderboeken. Hij won de Hans Christian Andersenprijs in 1970 en is een van de belangrijkste kinderboekenschrijvers van de twintigste eeuw. Zijn boeken zijn in vele talen vertaald.

## Biografie
Rodari is geboren in Omegna, een stadje aan het Ortameer in Noord-Italië. Zijn vader, een bakker, stierf toen Gianni 10 jaar was. Samen met zijn twee broers voedde zijn moeder hen op in haar geboorteplaats in the provincie Varese. 
Gianni ging naar het seminarie in Seveso. Hij kreeg daar op zeventienjarige leeftijd zijn diploma voor onderwijzer en ging lesgeven op de plattelandscholen in de provincie Varese. Zijn hobby was vioolspelen en zware literatuur zoals de werken van Nietzsche, Schopenhauer, Lenin en Trotsky.
In 1939 studeerde hij kort aan de Universiteit van Milaan.
Omdat hij niet echt gezond was hoefde hij in de Tweede Wereldoorlog niet in dienst. Omdat hij behoorlijk in geldnood zat nam hij een baan aan in het Fascisten Huis (Casa del Fascio), het administratiekantoor van Mussolini. Zo werd hij ook gedwongen om lid te worden van de fascistische partij. Volledig kapot door het verlies van zijn twee beste vrienden en zijn broer Cesare (gemarteld in een Duits concentratiekamp) sloot Gianni zich aan bij de Italiaanse Communistische Partij en ging in 1944 in het verzet.
In 1948, als journalist van een communistisch tijdschrift begon hij met het schrijven van kinderboeken. In 1950 werd hij hoofdredacteur van het kinderweekblad Il Pioniere in Rome. In 1951, publiceerde hij zijn eerste boeken: Il Libro delle Filastrocche en Il Romanzo di Cipollino.
In 1953 trouwde hij met Maria Teresa Feretti. Hun dochter Paolo werd in 1957 geboren. In 1957 slaagde Rodari voor het examen voor professioneel journalist.
Van 1966-1969 werkte hij intensief aan projecten voor en met kinderen.
In 1970 kreeg Rodari de Hans Christian Andersenprijs voor kinderliteratuur. Zo werd hij bekend en beroemd in de hele wereld als beste moderne Italiaanse kinderschrijver.
In 1979 ging zijn gezondheid hard achter uit en schreef hij nog nauwelijks. Hij stierf in Rome, op de operatietafel, in 1980.

## Oeuvre
- Il libro delle Filastrocche (“Het boek met kindergedichten”, 1951)
- Il Romanzo di Cipollino (“De avonturen van de kleine ui”, 1951)
- La freccia azzurra (“de blauwe pijl”, 1953)
- Gelsomino nel paese dei bugiardi (“Gelsomino in Leugenaarsland” 1958)
- Filastrocche in cielo e in terra (“Nursery Rhymes in the Sky and on Earth”, 1960)
- Favole al telefono (“De muis die katten at”, 1962)
- Gip nel televisore (“Gip in the Television”, 1962)
- La torta in cielo (“The Cake in the Sky”, 1966)
- La Grammatica della Fantasia (“The Grammar of Fantasy”, 1974)
- C'era due volte il barone Lamberto ovvero I misteri dell’isola di San Giulio (Twice Upon a Time there was a Baron called Lamberto or The Mysteries of the Isle of San Giulio, 1978, ISBN 88-06-01578-8)
- Novelle fatte a macchina (“Stories written on a typewriter”)
- La gondola fantasma